# Нантёй-ла-Фос
Нантёй-ла-Фос (фр. Nanteuil-la-Fosse) — коммуна во Франции, находится в регионе Пикардия. Департамент коммуны — Эна. Входит в состав кантона Фер-ан-Тарденуа. Округ коммуны — Суасон.
Код INSEE коммуны — 02537.

## Население
Население коммуны на 2010 год составляло 147 человек.
| 1962 | 1968 | 1975 | 1982 | 1990 | 1999 | 2010 |
| ---- | ---- | ---- | ---- | ---- | ---- | ---- |
| 185  | 219  | 159  | 155  | 147  | 134  | 147  |

## Экономика
В 2010 году среди 92 человек трудоспособного возраста (15—64 лет) 70 были экономически активными, 22 — неактивными (показатель активности — 76,1 %, в 1999 году было 68,6 %). Из 70 активных жителей работали 59 человек (36 мужчин и 23 женщины), безработных было 11 (7 мужчин и 4 женщины). Среди 22 неактивных 4 человека были учениками или студентами, 5 — пенсионерами, 13 были неактивными по другим причинам.